# Early Morning
"Early Morning" é um single da banda norueguesa A-ha pertencente ao seu quarto álbum de estúdio East of the Sun, West of the Moon, de 1990. O videoclipe da canção foi gravado no Rock in Rio II, evento este onde o A-ha levou cerca de 198.000 pessoas no Estádio do Maracanã, em 1991.

## Desempenho nas paradas musicais
| Parada musical (1991) | Melhor Posição |
| --------------------- | -------------- |
| Irish Singles Chart   | 29             |
| Media Control Charts  | 52             |
| UK Singles Charts     | 78             |

## Créditos
- Morten Harket – Vocal
- Magne Furuholmen – Teclados, vocal
- Paul Waaktaar-Savoy – Guitarra, vocal